# Оперативный покой
Оперативный покой (состояние спокойного бодрствования) — это функциональное состояние организма, находящегося в покое и при этом готового к активной деятельности. Понятие оперативного покоя как одно из бодрствующих состояний в физиологии высшей нервной деятельности впервые рассматривал А.А. Ухтомский. По его мнению «Оперативный покой есть готовность к действию, могущая устанавливаться на различные степени высоты. Более высоко организованная способность к оперативному покою вместе и более организованная, срочная готовность к действию» .

На нейрофизиологическом уровне это организованная деятельность, вызывающая активацию многих участков мозга. В состоянии оперативного покоя у человека на ЭЭГ регистрируется синхронизированный альфа-ритм с частотой 8-13 Гц. 
Состояние оперативного покоя невозможно считать абсолютной бездеятельностью. Оно возникает как результат скрытого процесса физиологической активности организма, готового к немедленному действию.

В нейрофизиологии, психологии и других науках, изучающих организацию психической деятельности человека, при проведении экспериментов состояние оперативного покоя традиционно использовалось как контрольное для изучения каких-либо видов психической активности и деятельности. Начиная с момента возникновения ЭЭГ-исследований методом вызванных потенциалов, считалось, что состояние оперативного покоя или спокойного бодрствования является универсальным референтом, при сравнении с которым можно выделить особенности той или иной деятельности (активности). Большинство исследователей предполагают, что если человек ничего не делает, то и в мозгу ничего не происходит, следовательно, с этим состоянием как референтом можно сравнивать состояние любой деятельности. При возникновении и развитии ПЭТ-исследований состояние оперативного покоя стало использоваться и в этой исследовательской практике как контрольное .

В 1996 году С.В. Медведевым и его коллегами была опубликована статья «О выборе состояния спокойного бодрствования как референтного при психологических пробах», в которой утверждается, что покой не может рассматриваться как универсальное контрольное состояние, т.к. несмотря на видимый покой человек продолжает о чем-то думать. Данное утверждение ставит под сомнение почти все работы по ПЭТ и ЭЭГ, в которых состояние оперативного покоя используется в качестве контрольного.